# Eumenes arbustorum
Eumenes arbustorum är en stekelart som först beskrevs av Georg Wolfgang Franz Panzer.  Eumenes arbustorum ingår i släktet krukmakargetingar, och familjen Eumenidae.

## Underarter
Arten delas in i följande underarter:
- E. a. burlinii
- E. a. aschabadensis
- E. a. fluctuans
- E. a. watsoni